# 어니타 페이지
어니타 페이지(Anita Page, 1910년 8월 4일 ~ 2008년 9월 6일)는 미국의 배우이다.

## 출연 작품
- 위치크래프트 11 (2000)
- 완전한 육체 (1996)
- 이지스트 웨이 (1931)
- 신사의 운명 (1931)
- 프리 앤 이지 (1930)
- 네이비 블루스 (1929)
- 브로드웨이 멜로디 (1929)